# アフリカの女

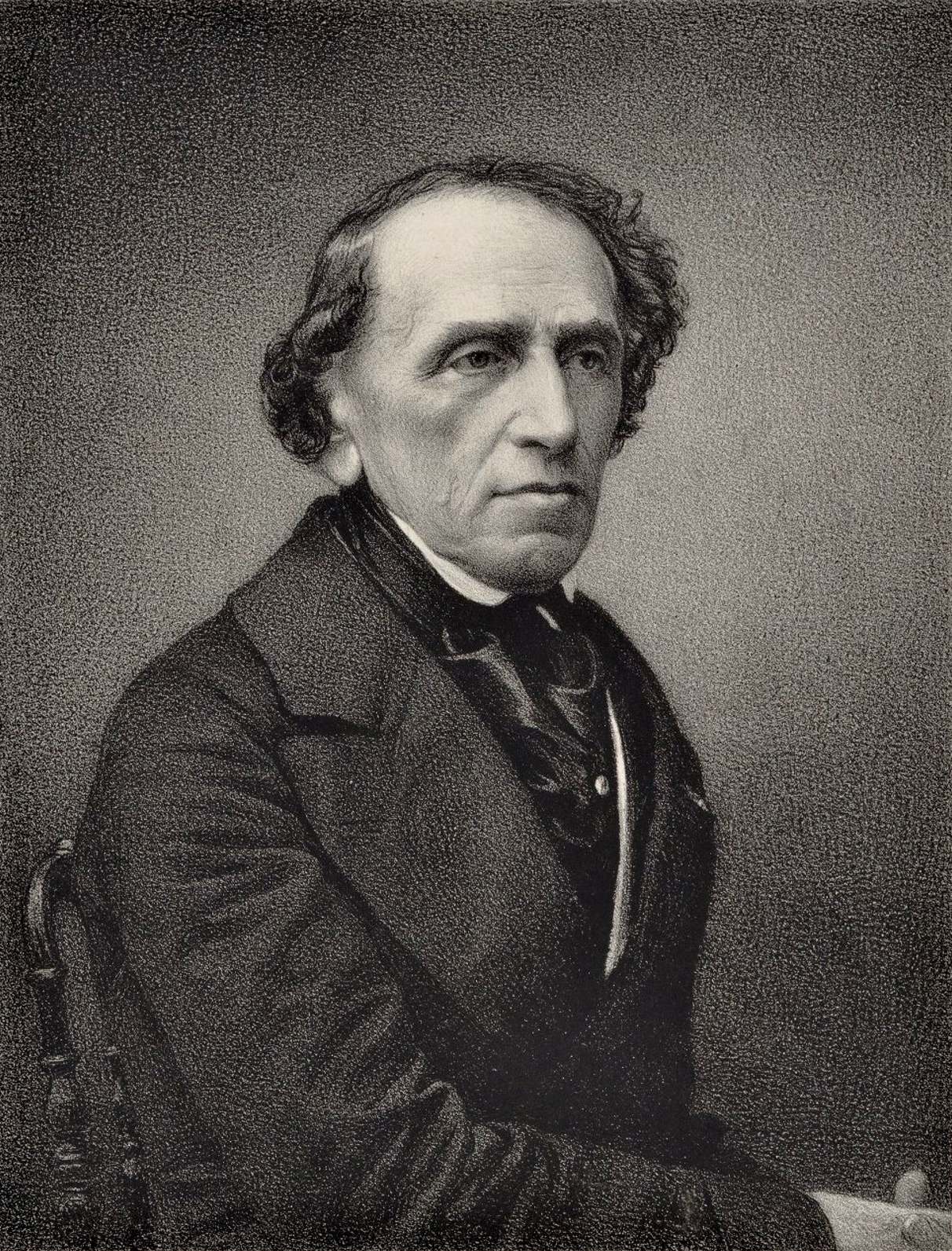
ピエール・プティ撮影のマイアベーア

『アフリカの女』（アフリカのおんな、仏: L’Africaine）は、ジャコモ・マイアベーアによる5幕2場のグランド・オペラで、初演はパリ・オペラ座（サル・ペルティエ）で1865年4月28日に行われた。ウジェーヌ・スクリーブによるフランス語のリブレットに基づいている。このマイアベーアの最後のグランド・オペラは当初、ポルトガルの航海士ヴァスコ・ダ・ガマをモデルにした『ヴァスコ・ダ・ガマ』として作曲されたが、作曲家が初演を迎えることなく他界してしまった。このため、リハーサルの監督を務めたベルギーの音楽学者フランソワ＝ジョゼフ・フェティスによってカットが施され、リブレットも改変され、タイトルも『アフリカの女』に変更された。近年では原点に回帰し『ヴァスコ・ダ・ガマ』として上演されることもあるが、『アフリカの女』が一般化していることから、そのまま『アフリカの女』のタイトルが使われる。

## 作曲の経緯
マイアベーアは19世紀中盤においてグランド・オペラを確立し、『悪魔のロベール』（Robert le Diable, 1831年）、グランド・オペラのプロトタイプとなった『ユグノー教徒』（Les Huguenots, 1836年）、『預言者』（Le prophète, 1849年）、またジャック・アレヴィの『ユダヤの女』などグランド・オペラのヒット作が生まれていた。
作曲の経緯は、マイアベーアのオペラの中ではとりわけ複雑と言える。最初に台本作家のスクリーブとマイアベーアが契約を交わしたのが1837年5月で、1865年4月の初演まで28年の長い歳月が経過し、その間スクリーブが1861年2月20日に、マイアベーアも1864年5月2日に死去してしまったのである。カミーユ・デュ・ロークルやシャルロッテ・ビルヒ＝プファイファーなど複数の台本作家による手直しが施され、マダガスカル、アフリカ、インドといった場面設定と宗教において混乱が見られるようになった。

## 楽曲

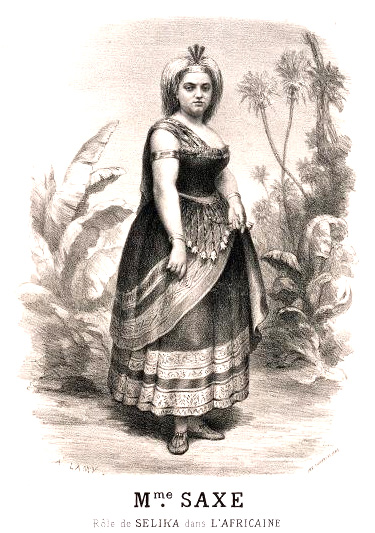
セリカを演じるサス

『アフリカの女』はパリ・オペラ座向けのグランド・オペラなので、(1)5幕（または4幕）仕立て、(2)劇的な題材、(3)歴史的な興味を惹きつけ、(4)大合唱やバレエなどの多彩なスペクタクル要素、(5)異国情緒などを備えていることが基本条件となっている。さらに、豪華な演出ができることも重要である。合唱は随所で活躍を見せるが、特に第1幕後半の長大な議会の大合唱が見所のひとつとされている。また、第4幕における戴冠式も注目に価する。管弦楽によるスペクタクルでは特に、第3幕の船上の場面での嵐の描写はマイアベーアの面目躍如たる大スペクタクルと言える。異国情緒はそれまでのマイアベーアのグランド・オペラと比べれば若干控え目な表現にとどまっている。具体的には第2幕のセリカの子守歌や第4幕におけるインド風の行進曲などである。アリアや重唱は数多くあり、最も有名なものは第4幕のヴァスコのアリア「素晴らしい国 おおパラダイス」 (Pays merveilleux! O paradis) であるが、第1幕のイネスのアリア「さようなら美しい海岸」、第2幕ラストの七重唱、第2幕ヴァスコとセリカの二重唱などもある。こういった歌唱の場面ではベル・カントの世界への懐古趣味的な側面も窺える。なお、第5幕でのネルスコとセリカの二重唱に関しては、ワーグナーの『トリスタンとイゾルデ』の「愛の死」のイメージを参考にしたと言われる。

## 初演後
19世紀には広範な成功を収めたが、20世紀は他のマイアベーアの作品と同様の経緯を辿らざるを得なかった。1865年7月22日にはロンドンのコヴェント・ガーデン王立歌劇場にて英国初演が、同年12月1日にはニューヨークで米国初演が、同じくイタリア初演が同年にボローニャで行われた。初演後の11年間で227回の再演を重ねた。

## 音楽的影響
オペラ研究家の岸純信は『アフリカの女』の独創性と後世の影響について次のように述べている。「序曲冒頭に流れるホルンの続くフルートの柔らかな響きはチャイコフスキーの『エフゲニー・オネーギン』（1879年）の苺摘みの合唱の序奏と呼応。同じ序曲の締めくくりには、サン＝サーンスの『サムソンとデリラ』（1877年）の第2幕で流れる半音階進行と同じ音型が蠢く。また、第1幕でカトリックの僧侶が歌う込み入ったフレーズはヴェルディの『ドン・カルロス』の火刑の場に直結。マイアベーアは最後の最後まで、多くの作曲家にアイデアの種を与え続けていた。　

## リブレット

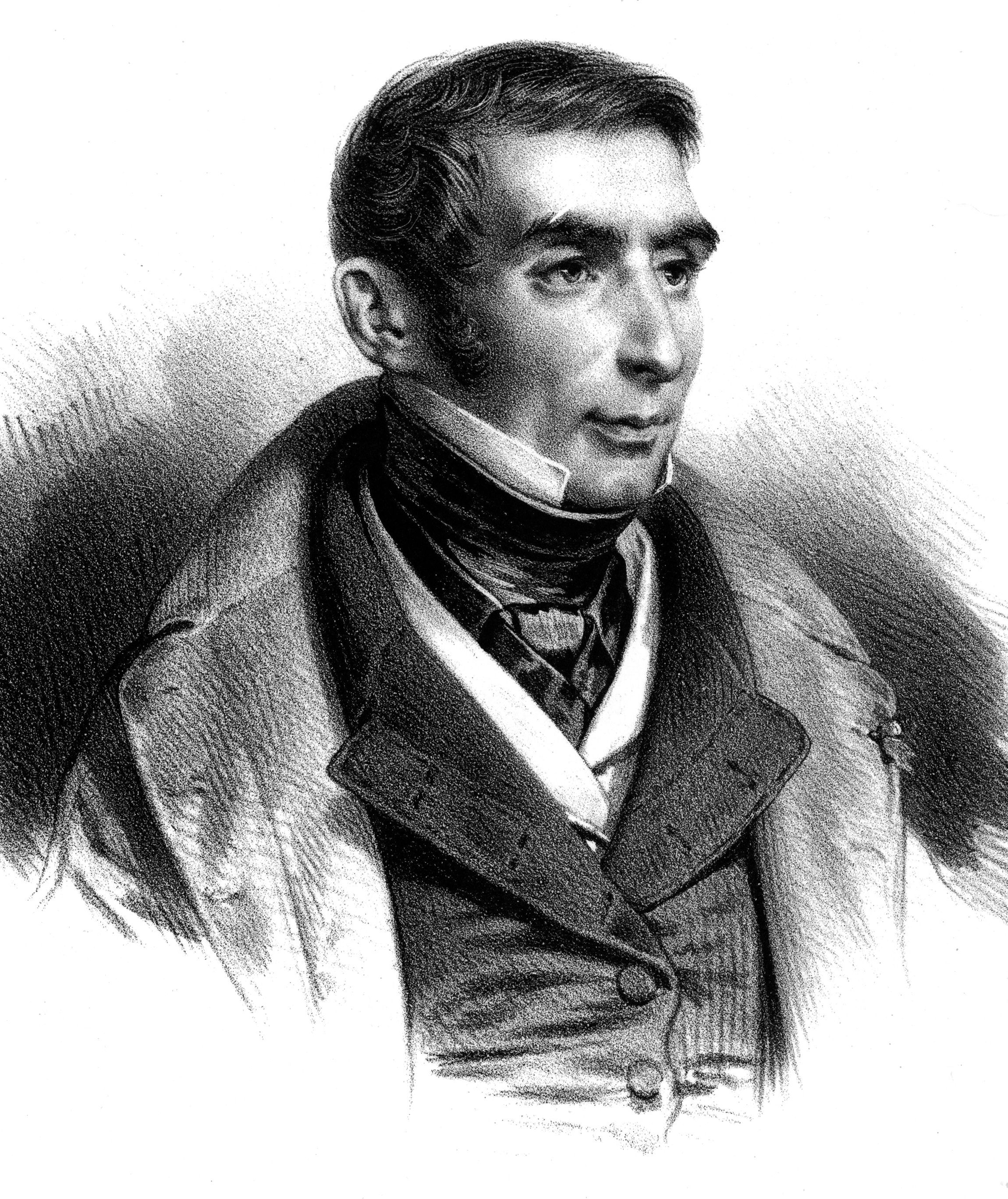
ベルナール・ロマン・ジュリアンによるスクリーブ

ウジェーヌ・スクリーブはグランド・オペラの中心人物であり、オベールの『ポルティチの唖娘』（1828年）や『ギュスターヴ3世』（1833年）、ドニゼッティの『ラ・ファヴォリート』、ヴェルディの『シチリアの晩鐘』といった重要な作品のリブレットを手掛けた作家である。『アフリカの女』の筋立て構成は大航海時代のヴァスコ・ダ・ガマの話であるが、歴史的事実に忠実に展開される訳ではなく、ドラマとしての盛り上がりなど考慮して自由に書かれている。スクリーブは『ユグノー教徒』、『預言者』、また、ジャック・アレヴィの『ユダヤの女』において、宗教的不寛容や対立を主題として取り上げてきた。本作では教会勢力への反発という点では、ヴァスコが第1幕の最後で破門され、逮捕されてしまう場面がある。対立に関しては、キリスト教とバラモン教の対立というより、ポルトガル人とインド洋上の島国の人々との対立と見るほうが自然に思われる。
『アフリカの女』は3つの三角関係、つまり(1)ヴァスコ・ダ・ガマ、イネス、ドン・ペドロ、(2)ヴァスコ・ダ・ガマ、イネス、セリカ、(3)ヴァスコ・ダ・ガマ、セリカ、ネルスコを中心に展開される。ドン・ペドロは第3幕で死亡してしまい、イネスは元々ドン・ペドロを愛していなかったので、(1)の三角関係は深いものではない。(3)のネルスコの愛情は最も地味ながら深く底流を流れるようなもので、最後に強い感動を引き起こすものとなっている。(2)はセリカとイネスの愛情が競合するもので、最も重要なものだと思われる。ヴァスコは3つの三角関係の中心人物である。現代の道徳観念から見て、最も不可解なのはヴァスコの愛情の対象がイネスからセリカへ、さらにセリカからイネスへ変心してしまう気まぐれではないだろうか。ただし、イネスからセリカへの変心には相応の説明もなされている。つまり、ヴァスコは2度にわたってセリカに命を救われ、バラモン教の婚礼の際に媚薬を飲まされるという背景を考慮することもできるのである。なお、非西洋人のセリカは『ラクメ』や『蝶々夫人』の先駆け的存在と見ることができる。

## 近年のリバイバル
主なものは下記の通り。
- 1972年 11月のサンフランシスコ歌劇場による上演は、ジャン・ペリソンの指揮、シャーリー・ヴァーレットのセリカ、エヴリン・マンダックのイネス、プラシド・ドミンゴのヴァスコ、ノーマン・ミッテルマンのネルスコ、サイモン・エステスがドン・ペドロとなっていた[5]。
- 1981年3月のコヴェント・ガーデン王立歌劇場による上演では、日本の松本美和子がイネスを歌っている。その他の配役はグレース・バンブリーがセリカ、フランコ・ボニゾッリがヴァスコ、シルヴァーノ・カロッリがネルスコ、リチャード・バン・アランがドン・ペドロ、指揮はデイヴィッド・アサートンであった[6]。
- 1988年9月のサンフランシスコ歌劇場による上演も、ヴァーレット、ドミンゴは同じであるが、ルース・アン・スウェンソンがイネスを、フスティーノ・ディアスがネルスコを受け持ち、より強力な布陣となっている。なお、指揮者はマウリツィオ・アレーナに代わっているが、演出は共にルトフィ・マンソーリであった[7][8]。
- 2013年 11月から12月にはマイアベーアの没後150周年を記念してヴェネツィアのフェニーチェ劇場で、エマニュエル・ヴィヨームの指揮により演出家レオ・ムスカートの伝統的な演出にて上演されている。配役はヴァスコ・ダ・ガマがグレゴリー・クンデ、ジェシカ・プラットのイネス、ヴェロニカ・シメオネのセリカ、アンジェロ・ヴェッキアのネルスコほかというものだった[9][10]。
- 2013年に録音されたケムニッツ歌劇場によるCDは特に大きな意味を持っていると思われる。ここではオリジナルのスコアと未完で遺された素材をもとに、ドイツのユルゲン・シュレーダー（ドイツ語版）が復元した批判校訂版を使用している[11]。なお、指揮はフランク・ベールマンで、ロベルト・シューマン・フィルハーモニーとケムニッツ歌劇場合唱団ほかの演奏となっている[12]。
- 2015年10月にはベルリン・ドイツ・オペラにてエンリケ・マッツォーラ（英語版）の指揮、ブルガリア出身の女性演出家ヴェラ・ネミロヴァ（英語版）の現代的演出によって上演された。歌手陣はソフィー・コッシュ（フランス語版）がセリカ、ロベルト・アラーニャのヴァスコ・ダ・ガマ、ニーノ・マチャイゼ（英語版）がイネスとなっている。カットはバレエなどでタイトルは『ヴァスコ・ダ・ガマ』としての上演であった[13][14]。
- 2018年2月から3月にかけてフランクフルト歌劇場にて、ケムニッツ歌劇場で使われた批判校訂版を使用して上演された。マイケル・スパイアーズがヴァスコ・ダ・ガマ、イレーネ・ロバーツおよびクラウディア・ソロキナ、クラウディア・マーンケがセリカ、クリステン・マッキノンがイネス、ブライアン・マリガンがネルスコ、アンドレアス・バウアーがドン・ペドロ、マグヌス・バルトヴィンソンがドン・ディエゴ、ビアンカ・アンドリューがアンナほかという配役で、指揮はアントネッロ・マナコルダで、トビアス・クラッツァーによる海洋開発を宇宙開発へ読み替るという演出によるものであった。

## 登場人物
| 人物名                 | 声域           | 役                                  | 初演時のキャスト （1865年4月28日） 指揮：フランソワ・ジョルジュ＝エンル |
| ---------------------- | -------------- | ----------------------------------- | ----------------------------------------------------------------------- |
| ヴァスコ・ダ・ガマ     | テノール       | 海軍士官                            | エミリオ・ノダン                                                        |
| セリカ                 | ソプラノ       | アフリカの奴隷 （実は女王）         | マリー・サス                                                            |
| イネス                 | ソプラノ       | ドン・ディエゴの娘、 ヴァスコの恋人 | マリー・バッテュ                                                        |
| ドン・ペドロ           | バス           | 王室議会の議長                      | ジュール・ベルナール ・ガフィオ（ベルヴァル）                           |
| ドン・ディエゴ         | バス           | 提督（艦隊の司令官）                | アルマン・カステルマリ                                                  |
| ネルスコ（ネリュスコ） | バリトン       | アフリカの奴隷                      | ジャン＝バティスト・フォレ                                              |
| アンナ                 | メゾ・ソプラノ | イネスの侍女                        | レオニア・ルヴィリ                                                      |
| ドン・アルヴァロ       | テノール       | 王室議員                            | ヴィクトール・ヴァロ                                                    |
| バラモン教の大祭司     | バス           | 古代ヒンドゥー教の大祭司            | ルイ＝アンリ・オバン                                                    |
| 宗教裁判長             | バス           | －                                  | ジョセフ・ダヴィド                                                      |
| 祭司                   | テノール       | －                                  | －                                                                      |
| 裁判所員               | テノール       | －                                  | －                                                                      |

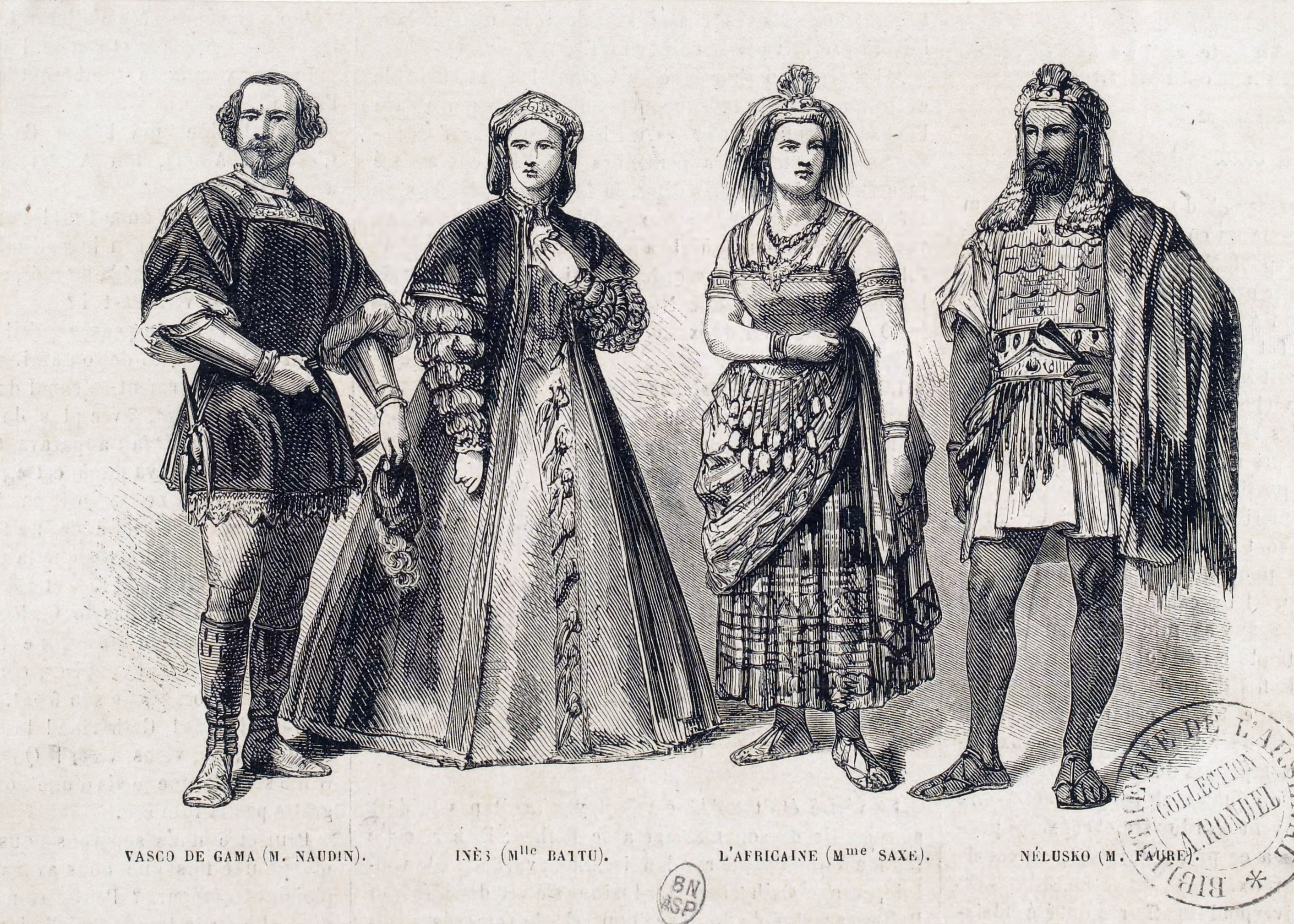
4人の主役たち：エミリオ・ノダン、マリー・バッテュ、マリー・サス、ジャン＝バティスト・フォレ

- 合唱：評議員、海軍将校、イネスの侍女たち、バラモン教徒たち、兵士、船員、民衆、修道士
- バレエ団：必要、ただし省略する演出もある。

## あらすじ
舞台：15世紀後半・リスボン（ポルトガル）およびインド洋にある島

### 第1幕
リスボン海軍本部の評議会室

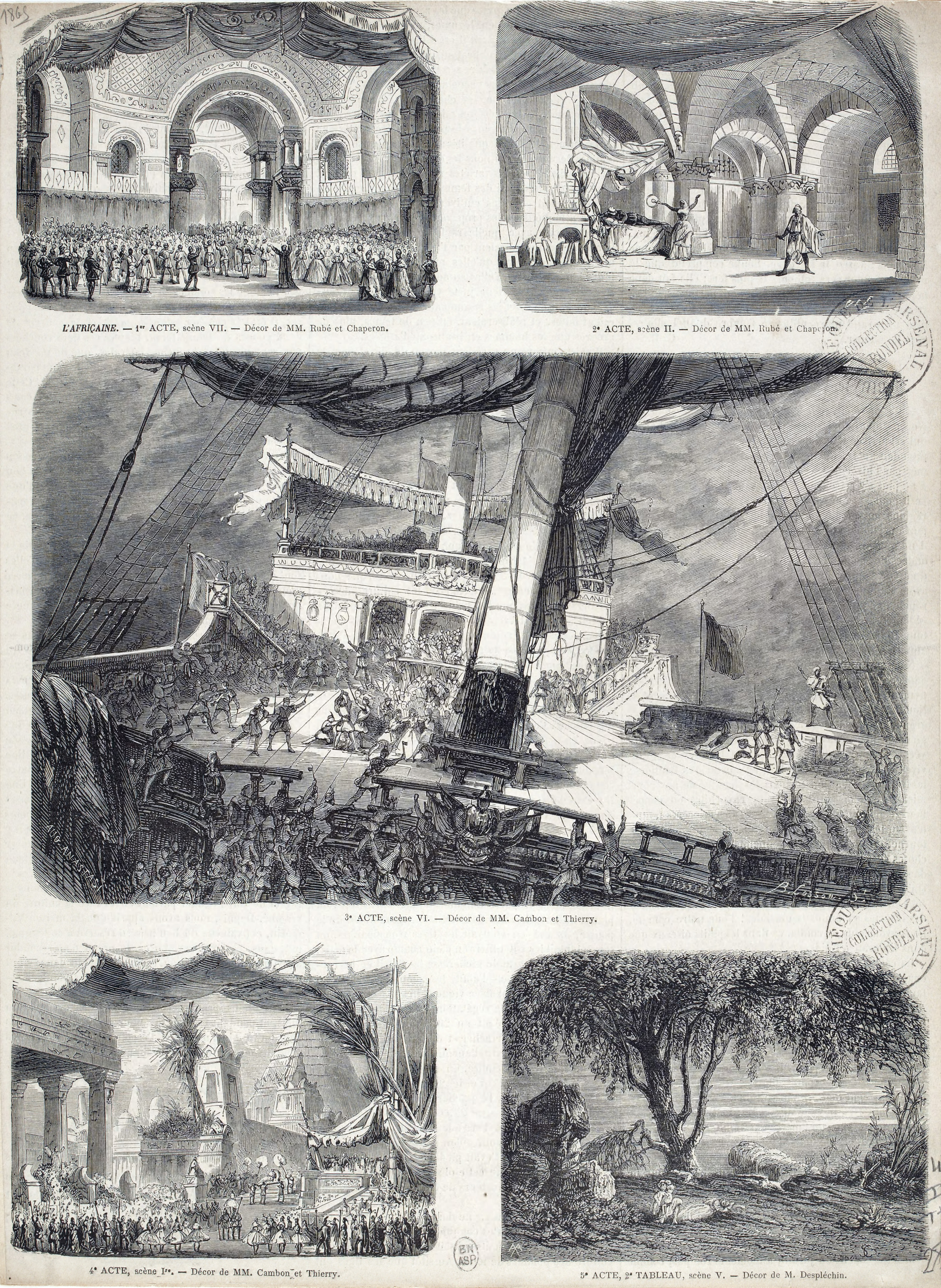
パリ・オペラ座でのオリジナルの舞台デザイン

海洋進出でスペインと先を争っていたポルトガルでは新大陸探索と航路開拓のために、ドン・ディエゴを指揮官とする大船団が派遣されていた。イネスは、ポルトガル海軍の提督ドン・ディエゴの娘で、フィアンセである探検家ヴァスコ・ダ・ガマの帰りを待っている。ヴァスコ・ダ・ガマは航海に出て帰らないまま既に2年の歳月が経過していた。ヴァスコは提督ドン・ディエゴの命令によりアフリカ航海を目指す探検船を率いる船長であった。イネスが、恋人ヴァスコ・ダ・ガマの身を案じて嘆き、ヴァスコが彼女のバルコニーの下で別れを告げた日のことを思い出しつつ「さらば故郷の岸辺よ (Adieu mon doux rivage)」を切なく歌っていると、父に王室議会に出席するよう命じられる。なお、このロマンツァは短調から長調への移行を見せるが短調の部分でソプラノと木管楽器の旋律が交互に現れ、出港前のヴァスコのやるせない気分を上手く表現している。イネスは、侍女アンナにヴァスコ・ダ・ガマの消息のことかしらと話しつつ思案していると、勿体ぶった旋律にのって父親のドン・ディエゴが現れ、イネスと王室議会議長ドン・ペドロとの縁談を進めることになったと言い伝えられてしまう。イネスはヴァスコを愛しているので、他の人と結婚など考えられないとこれを拒否する。そこへ野心家のドン・ペドロが現れ、ヴァスコの船の難破と全員行方不明である旨が伝えられる。この際の音楽は船員の不運な結末に対し全くの無頓着さを表現している。余りの悲報にイネスは絶望して号泣し、侍女のアンナに付き添われ退場する。引き続き会議が開催され、宗教裁判長と祭司や議員達が行進曲風の音楽に祈りの言葉をユニゾンで唱えながら、集まってくる。議会では救出のための船団を派遣するかどうかの議論が始まった。議論は世界探検の船団を率いようとする意見と遠征に反対する意見に割れていた。そこへ派王室議員の一人であるドン・アルヴァロが遠征隊の唯一の生き残りヴァスコが帰還したため、証人として召集したことを告げる。するとヴァスコが入室してきて「航海した結果、喜望峰を周っても新大陸に到達できると新たな船団派遣を進言する。その証拠としてアフリカから連れて来た男女二人の奴隷を見せ、「この者たちはアジア人なので、アフリカからの航路でアジアにいけるはず」と主張した。ヴァスコが甘い言葉でなんとか証言を引き出そうとするが、女奴隷セリカは無言を貫き通す。ここでヴァスコがセリカに対し何がしかの愛情を抱いていることが暗示される。というのはヴァスコの言葉に添えられているチェロで奏でられる旋律はイネスがヴァスコへの愛情を吐露した時のものを想起させるものだからである。一方、男の方の奴隷ネルスコは敵意露わに尋問への回答を固辞するので奴隷の出自は確認できないままとなる。この結果新たな船団の派遣は否決されてしまう。この結論を承服し難く、憤懣やるかた無くなったヴァスコは、感情に任せて議会の面々を罵倒してしまう。宗教裁判長はヴァスコ・ダ・ガマの無礼な振る舞いが不敬罪に当たるとして即座に終身刑を宣告し逮捕してしまう。怒号が飛び交う中、終結のストレットとなり、船団派遣派は反対派に数で圧倒されてしまう。

### 第2幕
リスボンの宗教裁判所の牢獄
ヴァスコは2人の奴隷と共に牢獄に幽閉されている。牢中で眠るヴァスコが寝言で恋人イネスの名を呼んでいる。ヴァスコを愛している女奴隷のセリカは、軽い嫉妬を感じる。そんなセリカがヴァスコへの愛をアリア「私の膝でおやすみ太陽の子よ (Sur mes genoux, fils du soleil)」で歌う。これは眠るヴァスコを慈しむような故郷の子守歌でもある。そこへ男の奴隷ネルスコがやって来てヴァスコを殺そうとする。驚いたセリカは理由を質す。ネルスコはアリア「王の娘」で、自国の女王であるセリカが、異国人であるヴァスコに心を奪われることは許されることではないと言い、再びヴァスコを短剣で刺そうとする。ネルスコは密かにセリカを愛していたので、ヴァスコを殺害することを目論んでいたのだった。セリカはネルスコの前に立ち塞がってヴァスコを起こし危険を救うと、何事もなかったかのようにネルスコを立ち去らせる。そして、ヴァスコの海図を指差し、自分の故郷の島まで喜望峰回りでいく安全な航路を教えた。また、自分がインド洋上の巨大な島の女王であったことを伝える。セリカは嵐で難破してアフリカに投げ出されたのだった。それを聞き、これこそが自分の栄光に到達できる道だと確信したヴァスコは、感激のあまりセリカを抱き締める。そこへドン・ペドロを伴ったイネス、ドン・アルヴァロ、アンナの4人が牢屋に入ってくる。イネスがセリカと抱き合うヴァスコの姿に顔を曇らせる。イネスはヴァスコを釈放させるために、ドン・ペドロとの結婚を承諾したのだった。イネスが歌う旋律は休符で途切れ途切れとなっており、涙にむせぶ様子を表している。困ったヴァスコはセリカとの関係を誤解されないために、セリカとネルスコ2人をイネスに奴隷として差し出すと言った。これでイネスの誤解は解けて、ヴァスコの愛情を確認する。このように屈辱的な扱いにセリカが逆上するその陰で、女王セリカを愛するネルスコはヴァスコに復讐を密かに誓うのだった。ドン・ペドロが王の命により、自分が新遠征隊を率いて新大陸への航海をすることになったと言い出すので、ヴァスコは驚き憤慨した。そもそも新航路を提案したのはヴァスコなのだ。ドン・ペドロはその上、イネスと結婚するから、その奴隷たちをペドロが買い取り航海へ連れていこうと言う。呆然とするヴァスコに向かい、イネスは愛するヴァスコを自由にするために、ドン・ペドロとの結婚を承諾せざるを得なかった状況を明かし、自分への愛より栄光へ向かって進むべきだと諭すのだった。

### 第3幕
航海中のドン・ペドロの船内

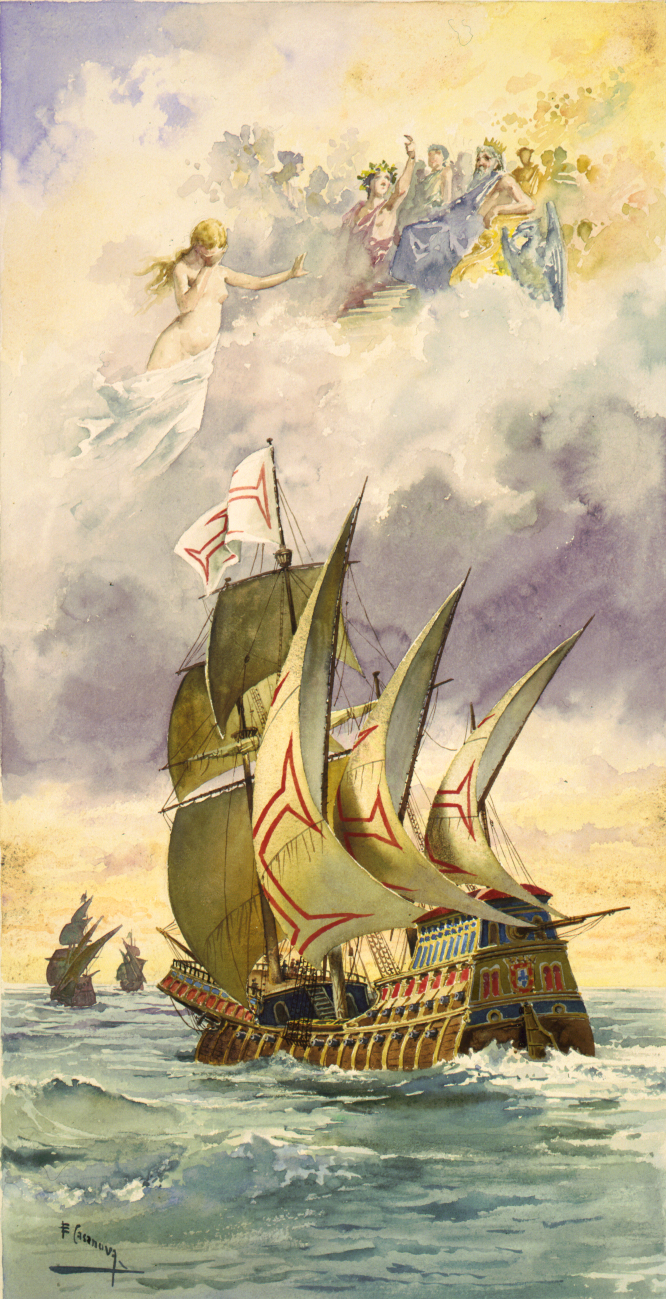
ヴァスコ・ダ・ガマの船

時は間もなく夜が明けようとしているところ。低弦の奏する音楽が波に静かに揺られる船を表す。それに伴う合唱のなかで侍女たちが水しぶきをあげて疾走する船の様子を歌う。水夫たちに続き侍女たちの合唱が航海の安全を祈願する。ドン・ペドロは妻となったイネスと2人の奴隷を伴い出航していたのだった。ドン・ペドロは奴隷のネルスコに水先案内人を任せていた。ドン・ペドロは同船している王室議員のドン・アルヴァロのネルスコは怪しいとの再三に亘る忠告を無視していたのだった。その時、ネルスコは風向きが変わったので、舵を北に切ると叫ぶ。ドン・アルヴァロはこの方向転換はおかしいと言うが、ドン・ペドロはこれを許可する。ネルスコは水夫たちに海の伝説のバラード「アダマストル、深海の王よ！ (Adamastor, roi des vagues profondes)」を歌って聞かせる。ネルスコの不敵な笑顔とうわべだけ陽気な歌の裏には、怪物の怒りがやがて自分の復讐を成し遂げてくれるだろうと言うネルスコの心情を暗示されている。その時そこへ一隻の船が近付いて来た。船に乗っていたのはなんとヴァスコで、彼は船の航路の間違いを指摘するために必死でやって来たのだった。ヴァスコは愛するイネスを救いたい一心でここまで忠告しにきたのだ、このまま進めばディエゴの船隊同様に遭難してしまうと訴えた。2人は互いにむっとして怒りを顔にあらわし、言い争う。ドン・ペドロはヴァスコが何かを企んでいると疑い、水夫たちにヴァスコをマストに縛り付けるよう命じる。ヴァスコはマストに縛られ、射殺されかかったところへ騒ぎを聞き付けたイネスとセリカが出てきて命乞いをする。ヴァスコは解放されるとボートで立ち去って行く。その時ネルスコの合図と共に船は無数の小舟に取り囲まれ、たちまち船上に乗り込まれてしまう。雪崩れ込んできたのはセリカとネルスコの同胞たちで、彼らは2人を救い出し、ポルトガル人を捕らえて皆殺しにしてしまう。ここで舞台が急展開する。嵐が起き、船が座礁する。彼らは座礁した船を背に母国へと帰っていった。

### 第4幕
美しい島の海岸にある宮殿とバラモン教寺院に囲まれた広場

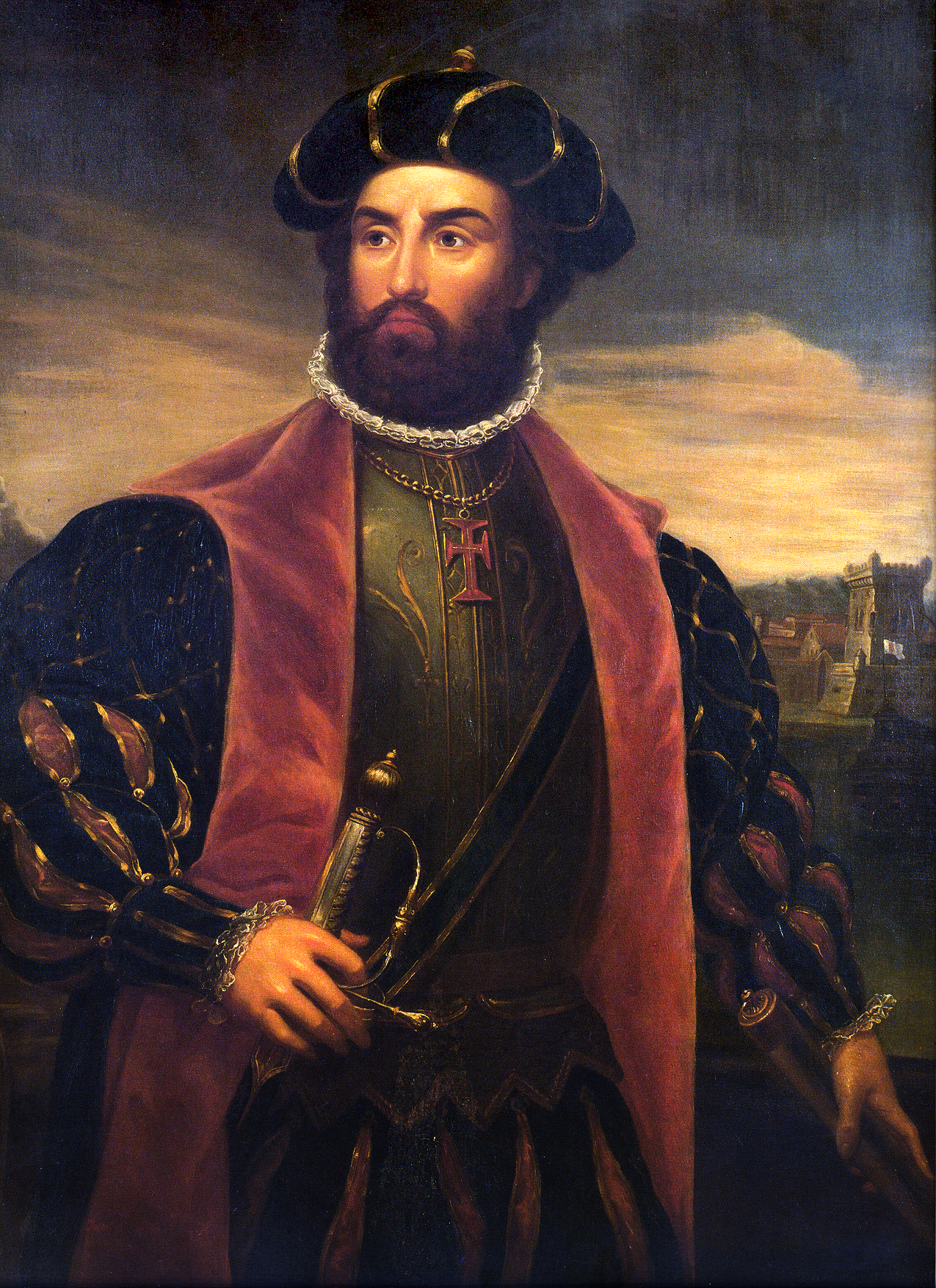
アントニオ・マヌエル・ダ・フォンセカによるヴァスコ・ダ・ガマの肖像（1838年）

僧侶達、巫女達、兵士達などがバレエ風のディベルティメントの伴奏で集まってくる。同胞たちにより救い出された女王セリカのために、バラモン教の大祭司による戴冠式が行われる。大祭司が「ブラーマ神よ、ビシュヌ神よ、シヴァ神よ」と歌い上げると舞台の全員が讃美歌のような旋律にのって女王セリカへの忠誠を誓う。そこへ一人の祭司が現れ生き残った外国人の男たちは処刑したはずだったが、まだ一人残っていると言ってヴァスコを連れて来る。外国人の女たちは毒の香を放つマンスニールの木の下に連れていかれたと言う。ヴァスコは連れて来られると深い緑が茂るその場の雰囲気に幻惑されアリア「素晴らしい国 おおパラダイス (Pays merveilleux! O paradis)」を歌う。しかし、ヴァスコの血を求める群衆によって、この歌は中断される。この国の掟は他国の者の侵入を許さず全て処刑するとなっている。ヴァスコも当然処刑されることになる。ヴァスコを愛するセリカはこの者は私の命の恩人で、私の夫となる者なのだと必死でヴァスコを擁護する。セリカに証人になるよう頼まれたネルスコは、セリカを愛する気持ちはあるものの、セリカのヴァスコに対する愛の深さに心打たれ、それが真実であると誓う。ヴァスコが困惑するが、時を移さず2人の結婚式は皆が祝福する中で執り行われる。2人はこの国のしきたりに合わせて結婚し、同じ杯から媚薬を飲む。セリカは人々の行列が寺院に入って行くのを見ながら、2人きりになると貴方の船は無事なので、ここから逃げて新航路発見の栄誉を受けるようにとヴァスコに伝えた。セリカに強い愛情を感じたヴァスコはこの提案を拒否する。二重唱で2人はお互いに愛を確認し、ヴァスコは過去のことは全て忘れセリカを妻として受け入れるのだった。行列が寺院から戻り、2人の結婚を祝福する中、死にゆくポルトガル人女たちの声が聞こえてくる。

### 第5幕

#### 第1場
宮廷の庭園
イネスは何とかマンスニールの木の毒の香りから逃れ一命を取り留め、ヴァスコのいる宮廷の庭に隠れようとしている。イネスの姿を見付けたヴァスコは、イネスは夫も死んだので、ようやく一緒になれると喜びヴァスコに駆け寄る。ヴァスコはイネスに今はセリカと結婚し、彼女を愛していると打ち明けた。そこへ現れたセリカは、2人の抱擁する姿を見てヴァスコに裏切られたと思い込み怒りに震え、ヴァスコを逮捕させる。イネスはセリカの誤解を解こうとヴァスコは貴女を裏切っていないと必死に弁明し、セリカを愛していると聞かされたのだと涙ながらにヴァスコを庇う。そんな光景を目の当たりにして、ヴァスコが本当に愛しているのは自分ではないと直感したセリカは、2人を国外に追放し、その後岬に来るようにとネルスコに命じ、自分はマンスニールの木の下に姿を消す決心をする。

#### 第2場
マンスニールの木が生える海を見下ろす岬
セリカは岬の上から、幸せな2人を乗せた船が出航していくのを眺めていた。そして意を決したように猛毒の香りを放つマンスニールの木の下に歩み寄ると、マンスニールの美しく大きな花を手に取って胸飾りにし、その香りを深く吸う。アリア「憎しみを超えて」で「憎しみは消え、心は穏やか。あなたを許してあげる。愛しいヴァスコよ」とセリカは歌い上げる。その花を集めるとその中に顔を埋めるのだった。薄れていく意識の中で幻影を見る。向こうから白鳥が引く車に乗ってやって来るのは愛するヴァスコの姿だった。ヴァスコは自分の許へ戻って来てくれたのだというものだった。
ネルスコが岬に2人を国外に追放したことを告げに来た時は、セリカは既に事切れていた。その死に顔は穏やかで微笑んでさえいるようだった。最後までセリカを愛したネルスコもまた、運命を共にするのだった。

## 演奏時間
- 初稿版：第1幕:約53分、第2幕:約46分、第3幕:約56分、第4幕:約54分、第5幕:約47分。[15]
- 短縮版：第1幕:約42分、第2幕:約38分、第3幕:約35分、第4幕:約40分、第5幕:約34分。[16]

## 楽器編成

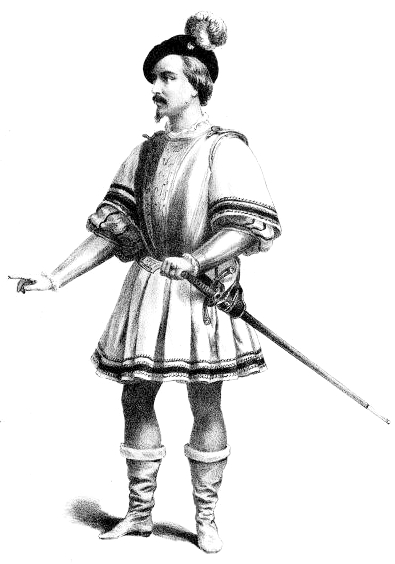
ドン・アルヴァロを演じるヴィクトール・ヴァロ

- 木管楽器:､ フルート4（ピッコロ2持ち替え）、オーボエ2、イングリッシュホルン 2、
クラリネット2、バスクラリネット2､ファゴット4
- 金管楽器:ホルン4、ポンプバルブ式ホルン2、ポンプバルブ式コルネット2、
トランペット2、ポンプバルブ式トランペット2 、コルネット2、トロンボーン3、オフィクレイド1
- 打楽器:ティンパニ3、大太鼓、トライアングル、シンバル、グロッケンシュピール､小太鼓､タムタム。
- ハープ4、弦五部。

舞台裏:
- フルート2､オーボエ2、クラリネット2､ファゴット2､ホルン4、ポンプバルブ式ホルン2 トランペット4、小型コルネット2、フリューゲルホルン4、アルトコルネット4、テナーホーン4、バリトン・ホーン2、バスチューバ6
- ハープ2、シンバル、トライアングル、大砲1、小太鼓。

## 主な録音・録画
| 年   | 配役 セリカ、 イネス、 ヴァスコ・ダ・ガマ、 ネルスコ、 ドン・ペドロ、 ドン・ディエゴ、 宗教裁判長                                                                                         | 指揮者、 管弦楽団及び合唱団 | レーベル                                                           |
| ---- | --- | --- | ------------------------------------------------------------------ |
| 1972 | シャーリー・ヴァーレット、 エヴリン・マンダック、 プラシド・ドミンゴ、 ノーマン・ミッテルマン、 サイモン・エステス、 ダニエル・サリヴァン、 フィリップ・ブース                            | ジャン・ペリソン、 サンフランシスコ歌劇場管弦楽団 サンフランシスコ歌劇場合唱団                                                                 | CD: GALA GL100.605                                                 |
| 1988 | シャーリー・ヴァーレット、 ルース・アン・スウェンソン、 プラシド・ドミンゴ、 フスティーノ・ディアス、 マイケル・デヴリン、 フィリップ・スキナー、 ジョセフ・ルロー ケヴィン・アンダーソン | マウリツィオ・アレーナ、 サンフランシスコ歌劇場管弦楽団 サンフランシスコ歌劇場合唱団 サンフランシスコ歌劇場バレエ団 演出：ルトフィ・マンソーリ | DVD: Arthaus Musik *cl* No : 109181                                |
| 2013 | クラウディア・ソロキナ、 グィビー・ヤング、 ベルンハルト・ベルヒトルト、 ピエール＝イヴ・プリュヴォ、 コウタ・レセネン、 マルティン・ゲブラー、 ロルフ・ブロマン                          | フランク・ベールマン ロベルト・シューマン・フィルハーモニー ケムニッツ歌劇場合唱団                                                             | CD: Dynamic Cpo No : 777828 『ヴァスコ・ダ・ガマ』の初稿版での演奏 |

参考：

## 関連作品
- フランツ・リスト:マイアベーアの歌劇「アフリカの女」の挿絵 S415/R224 〈船乗りの祈り/インド風行進曲〉